# Одьель

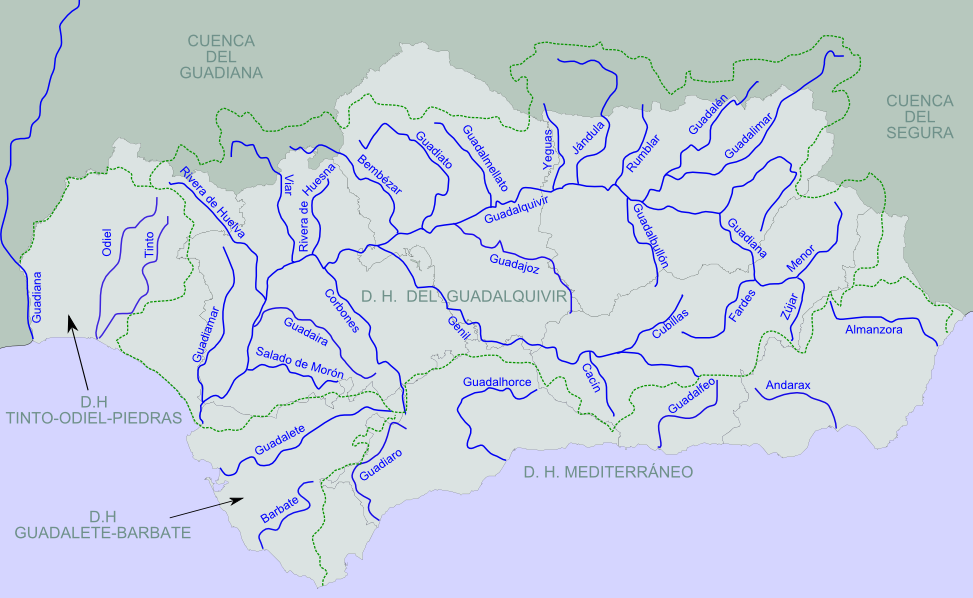
Реки Андалусии. Река Одиел показана стрелочкой

Одьель (исп. Rio Odiel) — река в провинции Уэльва, Андалусия, Испания. Берёт начало на высоте 660 метров над уровнем моря (гора Мариматеос, Сьерра-де-Арачена). В Уэльве сливается с Рио-Тинто, образуя общий эстуарий Риа-де-Уэльва. Основные притоки: Эскалада, Мека, Оливаргас, Оракве, Санта-Эйлалиа и Эль-Виллар. Объём бассейна — 990 квадратных километров.
В римские времена река была известна как Уриус. Ещё до прихода римлян здесь были греки и финикийцы. Об этом свидетельствуют археологические раскопки.

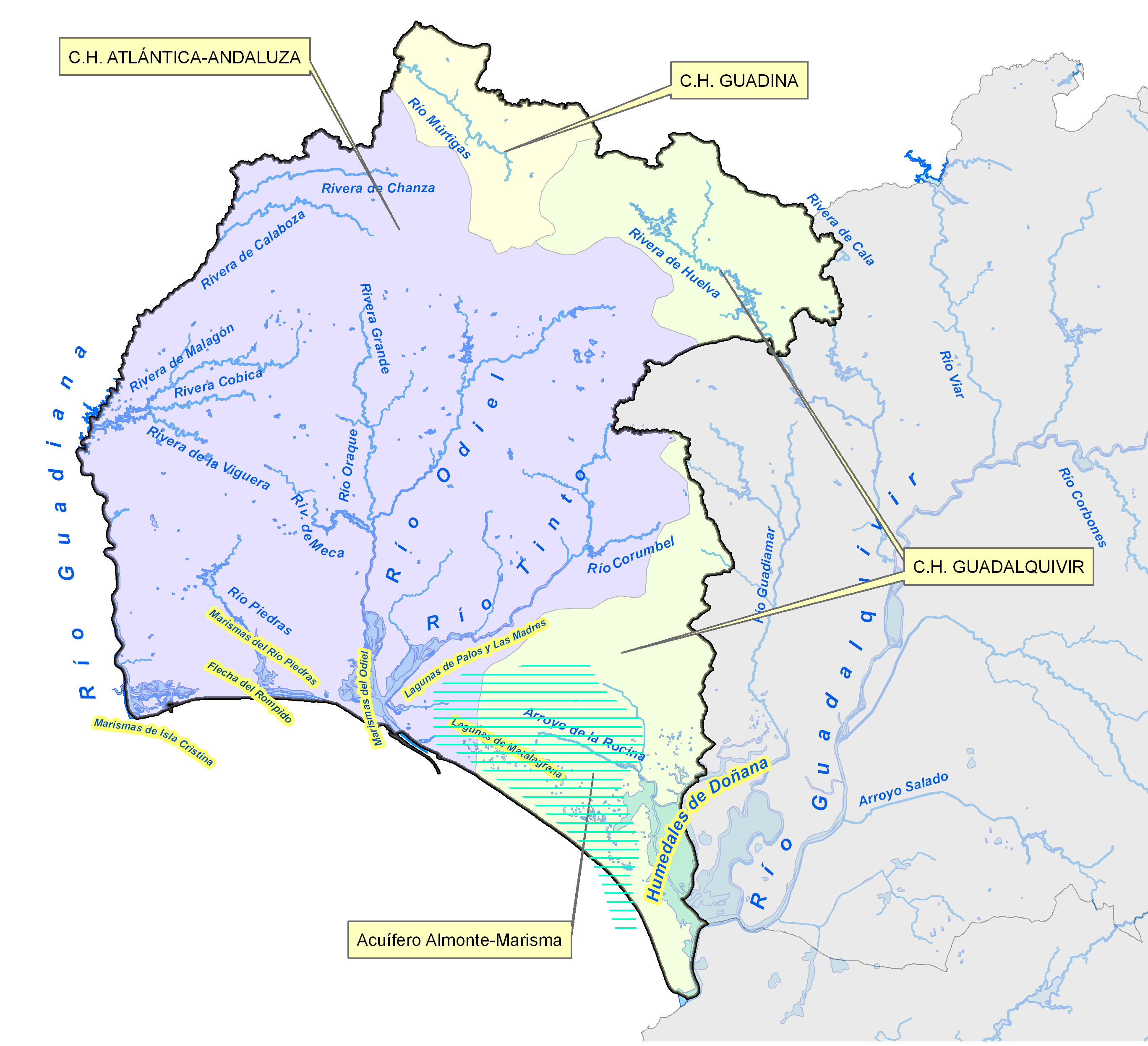
Гидрография провинции Уэльва. Одьель по центру